# Leapmotor T03
Leapmotor T03 (кит. 零跑T03) — городской электромобиль, производимый и продаваемый в Китае компанией Leapmotor с 2020 года.

## Описание

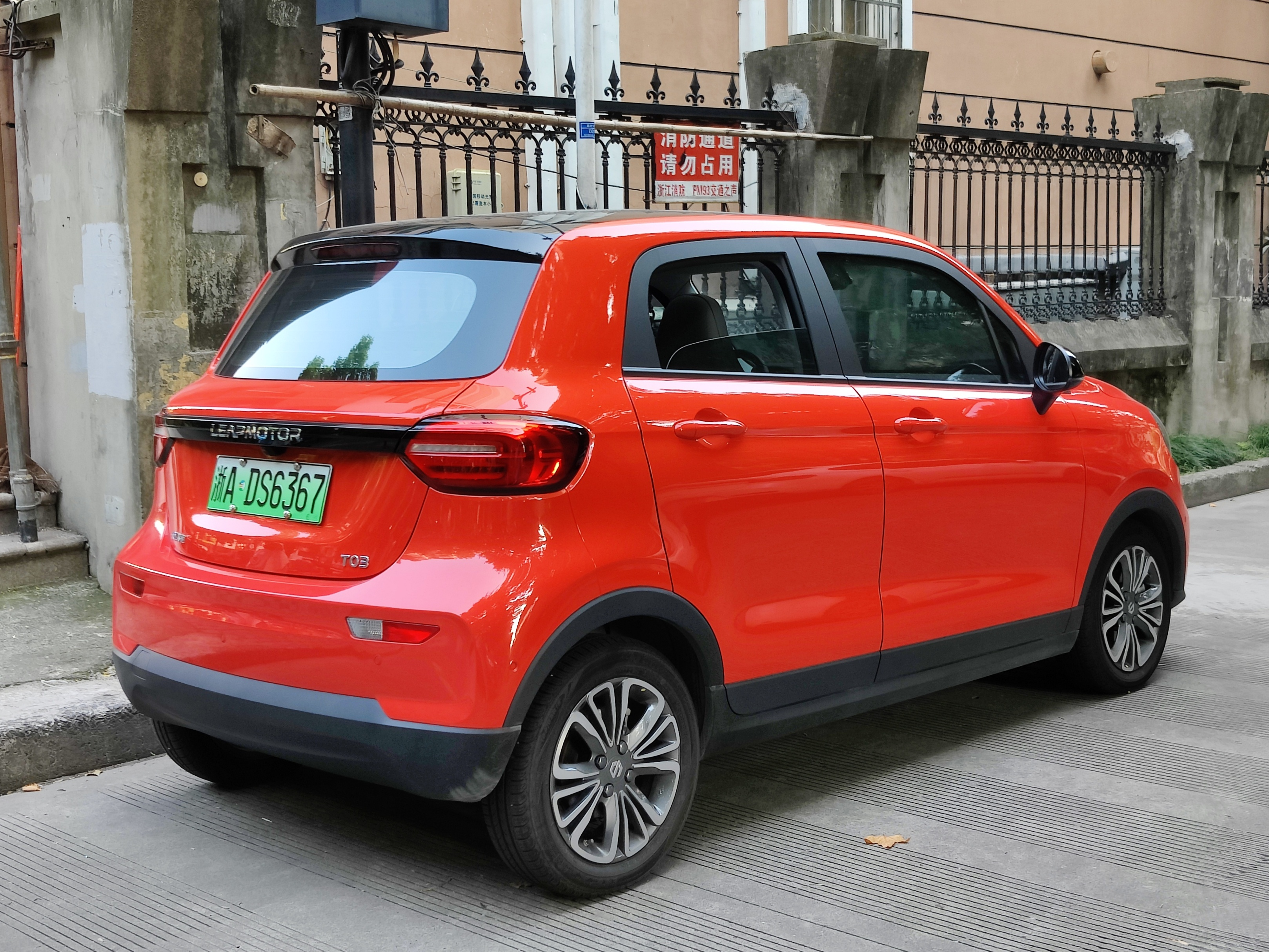
Вид сзади

Leapmotor T03 является вторым автомобилем Leapmotor, после купе S01. Хетчбэк T03 был представлен 11 мая 2020 года на китайском рынке по цене от 65 800 до 75 800 юаней. T03 выпускается в трёх комплектациях: 400 Standard Edition, 400 Comfort Edition и 400 Deluxe Edition. 
Leapmotor T03 питается от литий-ионного аккумулятора ёмкостью 36,5 кВт⋅ч и обеспечивает запас хода 403 км по циклу NEDC за один заряд. До 80% автомобиль заряжается за 36 минут. Гарантия — 8 лет или 150 000 км пробега. Автомобиль оснащается электродвигателем мощностью 55 кВт и крутящим моментом 155 Н⋅м.
Leapmotor T03 оснащён автопилотом 2-го уровня, тремя внешними камерами и двенадцатью радарами (один миллиметровый и 11 ультразвуковых). Внутренние признаки — 8,0-дюймовая приборная панель TFT и 10,1-дюймовый сенсорный экран.